# Валки (городской округ город Бор)
Валки — деревня в городском округе Бор Нижегородской области России. Входит в состав административно-территориального образования Линдовский сельсовет.

## География
Деревня находится на федеральной трассе Р159 Нижний Новгород — Киров, в 27 км к севере-востоку от города Бор и примерно в 39 от Нижнего Новгорода. Высота над уровнем моря 94 м.

## Происхождение названия
Как одна из версий название деревни Валки произошло от слова валять (валенки).
Вторая версия — в Валки было организовано огромное складирование сваленного леса (часть индустриально промышленного развития города Бор) перед транспортировкой на переработку.

## Население
Население — 34 человека по переписи 2010 года.